# هریسون افول
هریسون افول (انگلیسی: Harrison Afful؛ زاده ۲۴ ژوئن ۱۹۸۶) یک بازیکن فوتبال اهل غنا است که در پست مدافع کناری بازی می‌کند.
وی همچنین در تیم ملی فوتبال غنا بازی کرده‌است.